# Преизказно наклонение
Преизказното наклонение (лат.ренаратив) е глаголна форма, чрез която говорещият предава съобщение не като свидетел, а по чуждо сведение. 
Българският единствен сред славянските езици притежава преизказно наклонение.
Преизказни форми имат всички времена на изявителното наклонение, простите форми на условното наклонение и сложните форми на повелителното наклонение.

## Преизказване на форми на изявителното наклонение
Могат да се преизказват всичките девет времена на изявителното наклонение, но формите на някои от тях съвпадат след преизказване, което се обуславя от факта, че ориентационният момент е минал към момента на преизказването дори ако е бил настоящ или бъдещ по време на първоначалното изказване.

### Преизказване на сегашно, минало несвършено и минало свършено време
Сегашното време и миналото несвършено време се преизказват с помощта на минало несвършено деятелно причастие, предшествано от формата на спомагателния глагол съм за съответното лице и число; в 3 л. ед. и мн. ч. спомагателният глагол отпада. Аналогично се преизказва миналото свършено време, само че в този случай се използва минало свършено деятелно причастие. Липсата на спомагателен глагол в 3 л. различава преизказните форми от формите на миналото неопределено време в изявително наклонение; освен това последните се образуват само с минало свършено деятелно причастие.
Примери:
1) Преизказване на 3 л. ед. ч.:
Петър ходи напред-назад из стаята. – сег. вр. , изявително наклонение.
Петър ходеше напред-назад из стаята. – мин. несв. вр. , изявително наклонение.
Петър ходел напред-назад из стаята. – преизказно наклонение.
Ако обаче първото изречение се схване като форма на минало свършено време:
Вчера Петър цял ден ходи напред-назад из стаята. – мин. св. вр. , изявително наклонение,
то при преизказване се използва миналото свършено деятелно причастие:
Вчера Петър цял ден ходил напред-назад из стаята. – преизказно наклонение.
2) Преизказване на 3 л. мн. ч.:
Гостите мислят да си тръгват. – сег. вр. , изявително наклонение.
Гостите мислеха да си тръгват. – мин. несв. вр. , изявително наклонение.
Гостите мислели да си тръгват. – преизказно наклонение.
Ако даденото изречение е в минало свършено време, например
Учениците мислиха дълго по задачата. – мин. св. .вр. , изявително наклонение,
то при преизказване се използва миналото свършено деятелно причастие:
Учениците мислили дълго по задачата. – мин. св. .вр. , преизказно наклонение.
Тези преизказни форми са единствените, които не съдържат спомагателен глагол. Това ги различава формално от изявителните форми на миналото неопределено време.
Пример:
Слънцето изгря. (мин. св. вр. , изявително наклонение) – говорещият е видял самия изгрев.
Слънцето е изгряло. (мин. неопр. вр. , изявително наклонение) – говорещият не е видял самия изгрев, но сам (а не по чуждо сведение) се е досетил за събитието (например е видял, че навън е светло).
Слънцето изгряло. (мин. св. вр. , преизказно наклонение) – говорещият не е видял самия изгрев и не се е досетил сам, а съобщава за събитието по чуждо сведение.

### Преизказване на другите глаголни времена
Другите времена в българския език се образуват със спомагателен глагол. Преизказва се само спомагателният глагол (първият, ако са няколко), като се спазва гореописаната разлика между 3 л. и другите лица.
1) Съвпадат преизказните форми на бъдеще време и бъдеще в миналото.
Примери:
Ще дойде. – Щял(а/о) да дойде. (бъдеще време).
Ще дойда. – Щял(а/о) съм да дойда. (бъдеще време).
Щеше да дойде. – Щял(а/о) да дойде. (бъдеще време в миналото).
Щях да дойда. – Щял(а/о) съм да дойда. (бъдеще време в миналото).
Няма да дойда. – Нямало да дойда. (бъдеще време).
Нямаше да дойда. – Нямало да дойда. (бъдеще време в миналото).
2) Съвпадат преизказните форми на бъдеще предварително време и бъдеще предварително в миналото.
Примери:
Ще са дошли. – Щели да са дошли. (бъдеще предварително време).
Ще сте дошли. – Щели сте да сте дошли. (бъдеще предварително време).
Щяха да са дошли. – Щели да са дошли. (бъдеще предварително в миналото).
Щяхте да сте дошли. – Щели сте да сте дошли. (бъдеще предварително в миналото).
3) Съвпадат преизказните форми на минало неопределено и минало предварително време.
Примери:
Щъркелите са пристигнали. – Щъркелите били пристигнали. (минало неопределено време).
Ние сме пристигнали. – Ние сме били пристигнали. (минало неопределено време).
Щъркелите бяха пристигнали. – Щъркелите били пристигнали. (минало предварително време).
Ние бяхме пристигнали. – Ние сме били пристигнали. (минало предварително време).

## Преизказване на форми на повелителното наклонение
Повелителното наклонение в българския език има прости глаголни форми (само за 2 л. ед. и мн. ч., например пиши, четете) и сложни глаголни форми (за всички лица и числа, например нека да отидем). Сложните глаголни форми могат да се преизказват, като глаголът се заменя с миналото несвършено деятелно причастие.
Пример:
Иван да напише писмо. – изявително наклонение: говорещият сам издава заповед.
Иван да напишел писмо. – преизказно наклонение: говорещият предава чужда заповед.

## Преизказване на форми на условното наклонение
Условното наклонение има сложни глаголни форми (често използвани, напр.бих търпял) и прости глаголни форми (по-рядко използвани, леко остарели, напр.търпявам, което изразява готовност за търпение). Сложните форми нямат време, а простите имат (напр.търпявам е в сегашно време, а търпявах – в минало).
Простите форми на условното наклонение могат да се преизказват.
Пример:
Ако знаеше, насреща ѝ не се стояваше. – условно наклонение.
Ако знаела, насреща ѝ не се стоявало. – преизказно наклонение.

## Двойно преизказни форми
Съществуват засилени преизказни форми, наричани двойно преизказни, които се използват при повторно преизказване. Те се употребяват, когато говорещото лице разказва за действието по сведение от друго лице, което също не е било свидетел. Тъй като тези форми внушават дистанциране, те се използват още за изразяване на съмнение. Образуват се от обикновената преизказна форма чрез добавяне на спомагателния глагол бил (преизказната форма на глагола съм), съгласуван по род и число: бил, била, било, били. Не може да се образува двойно преизказна форма, ако обикновената преизказна форма вече съдържа глагола бил.
Пример:
Тя си взе чантата и замина в неизвестна посока. – изявително наклонение: говорещият е бил свидетел на двете действия.
Тя си взела чантата и заминала в неизвестна посока. – преизказно наклонение: говорещият не е бил свидетел на двете действия, а ги предава по чуждо сведение.
Тя си била взела чантата и била заминала в неизвестна посока. – двойно преизказни форми: говорещият не е бил свидетел на двете действия, а ги предава по сведения от лице, което също не е било свидетел; или говорещият предава действията по сведения от свидетел, но изразява съмнение в сведенията.

## Съгласуване на глаголните форми в преизказно наклонение

### Превръщане на пряка реч в непряка

#### При преизказване на изявително наклонение
Най-общо може да се каже, че когато главното изречение е в изявително наклонение и съдържа израз, показващ, че сведението в подчиненото изречение е от трето лице, тогава подчиненото изречение е в преизказно наклонение:
Иван каза: „Мария сега играе тенис. “
Иван каза, че Мария сега играела тенис.
Преизказното наклонение изразява известно дистанциране, но не непременно съмнение. 
От друга страна, ако говорещият смята, че сведението е особено надеждно, той може да остави подчиненото изречение в изявително наклонение:
Иван каза, че Мария сега играе тенис.
В случая говорещият има избор, тъй като подчиненото изречение е в сегашно време. 
Но ако подчиненото изречение е в минало време, преизказването е задължително:
Иван каза: „Мария вчера цял ден игра тенис. “
Иван каза, че Мария вчера цял ден играла тенис.
Неправилно: Иван каза, че Мария вчера цял ден игра тенис.
Последното изречение съдържа граматическа грешка.
Глаголът в главното изречение може да не е каза, а друг израз с подобен смисъл: рече, обясни, разясни, съобщи и т. н.
Глаголното време в главното изречение не е важно: то може да е минало (както по-горе)или сегашно: Иван твърди, че Мария вчера цял ден играла тенис. (Не може игра.)
Изречението може да бъде просто, но ако съдържа израз, показващ, че сведението идва от трето лице, пак се използва преизказна глаголна форма:
Според Иван Мария вчера цял ден играла тенис. (Не може игра.)
От примерите по-горе се вижда, че преизказните глаголни форми в непряка реч винаги са възможни (допустими), обаче невинаги са задължителни. Това зависи единствено от глаголното време на непряката реч.
От деветте глаголни времена в българския език четири са сегашни в широк смисъл, защото глаголът (спомагателният, ако има такъв) е в сегашно време:
- сегашно време (напр.играе);
- бъдеще време (напр.ще играе; глаголът играе е в сег. вр.);
- бъдеще предварително време (напр.ще е играла; глаголът е е в сег. вр.);
- минало неопределено време (напр.е играла; глаголът е е в сег. вр.). Въпреки че миналото неопределено време се нарича минало, то винаги има връзка с настоящия момент (момента на говорене). Например изречението Слънцето отдавна е изгряло. означава, че говорещият не е видял самия изгрев (събитие в миналото), обаче вижда (в момента на говоренето) нещо, на което се основава, например вижда, че навън е светло. Поради изтъкнатата причина миналото неопределено време понякога (неофициално) се нарича сегашно резултативно.

Посочените четири глаголни времена, наречени сегашни в широк смисъл, споделят едно от свойствата на сегашното време в тесен смисъл – то може да изразява не само сигурни факти, но и предположения. За двете бъдещи времена това е ясно от техния смисъл: всички твърдения за бъдещето представляват предположения, въпреки че могат да бъдат повече или по-малко вероятни. Миналото неопределено време по самия си характер изразява умозаключение, което не е обикновено предположение, но все пак достатъчно ясно се различава от прякото наблюдение, единствено гарантиращо достоверност. Сегашно време:
Виждам, че Мария играе тенис. – Предполагам, че Мария играе тенис.
Поради това свойство, което е еднакво присъщо на посочените четири глаголни времена, не е задължително те да се преизказват при превръщане на пряка реч в непряка:това, че говорещият може да не е напълно сигурен в сведенията от третото лице, се предполага от глаголните времена. Затова са граматични всички долупосочени изречения, като изреченията от всяка двойка имат напълно еднакъв смисъл:
- Сегашно време:С изявително наклонение: Според Иван Мария сега играе тенис. С преизказно наклонение: Според Иван Мария сега играела тенис.
- Бъдеще време:— С изявително наклонение: Според Иван Мария утре ще играе тенис.— С преизказно наклонение: Според Иван Мария утре щяла да играе тенис.
- Бъдеще предварително време:— С изявително наклонение: Според Иван Мария до утре ще е играла тенис.— С преизказно наклонение: Според Иван Мария до утре щяла да е играла тенис.
- Минало неопределено време:— С изявително наклонение: Според Иван Мария е уморена, защото е играла тенис.— С преизказно наклонение: Според Иван Мария била уморена, защото била играла тенис.

Формите с изявително наклонение често се предпочитат, защото са по-прости и недвусмислени. Обратно, преизказните форми имат съвпадежи, които могат да бъдат двусмислени:
- формата играела е както за сегашно, така и за минало несвършено време (играеше);
- формата щяла да играе е за бъдеще време и за бъдеще време в миналото (щеше да играе);
- формата щяла да е играла е за бъд. предв. вр. и за бъд. предв. в миналото (щеше да е играла);
- формата била играла е за мин. неопр. вр. и за мин. предв. време (бе(ше) играла).

Останалите пет глаголни времена в българския език са минали:— минало свършено време (напр.игра);— минало несвършено време (напр.играеше);— минало предварително време (напр.беше играла и бе играла);— бъдеще време в миналото (напр.щеше да играе);— бъдеще предварително време в миналото (напр.щеше да е играла). При тези пет времена глаголът (спомагателният, ако има такъв) е в минало време. Те изразяват свидетелска модалност (спрямо спомагателния глагол, ако има такъв). Двете бъдещи времена в миналото не са изключение: въпреки че пълнозначният глагол описва събитие, което е било предстоящо и по-късно може да е настъпило или не, самият факт, че събитието е предстояло, е бил установен от говорещия лично:иначе той би употребил някоя от формите щял, щяла, щяло, щели вместо щеше. Употребата на тези пет времена в изявително наклонение винаги предполага свидетелска модалност (на спомагателния глагол, в случай че е налице такъв), ето защо те не могат да се използват в непряка реч при никакви обстоятелства. Например следните пет изречения са неграматични (съдържат груби грешки):— Минало свършено време: Според Иван Мария вчера цял ден игра тенис.— Минало несвършено време: Според Иван Мария вчера играеше тенис, когато се спъна.— Минало предварително време: Според Иван Мария беше играла тенис преди филма.— Бъд. вр. в миналото: Според Иван Мария щеше да играе тенис на следващия ден.— Бъд. предв. вр. в миналото: Според Иван Мария щеше да е играла тенис преди филма на следващия ден.При тези пет глаголни времена единствено правилни са преизказните форми (когато говорещият предава сведения, получени от трето лице):— Минало свършено време: Според Иван Мария вчера цял ден играла тенис.— Минало несвършено време: Според Иван Мария вчера играела тенис, когато се спънала.— Минало предварително време: Според Иван Мария била играла тенис преди филма.— Бъд. вр. в миналото: Според Иван Мария щяла да играе тенис на следващия ден.— Бъд. предв. вр. в миналото: Според Иван Мария щяла да е играла тенис преди филма на следващия ден.

#### При преизказване на повелително наклонение
Могат да се преизказват сложните форми на повелителното наклонение. Пример за пряка реч с повелително наклонение:
Иван заповяда: „Петър да напише писмо!“
Понеже глаголът винаги е в сегашно време, то в непряката реч може да се използва както повелително, така и изявително наклонение (без разлика в смисъла):— В изявително наклонение: Иван заповяда Петър да напише писмо.— В преизказно наклонение: Иван заповяда Петър да напишел писмо.Формите в изявително наклонение са неутрални и се срещат много по-често. Преизказните повелителни форми, без да са подчертано модални, изразяват известна дистанция (например неодобрение на заповедта).
Традиционно се приема, че простите форми на повелителното наклонение не могат да се преизказват. Под това всъщност се разбира, че в тези случаи почти не се използват преизказни форми; предпочита се изявителното наклонение. Пряката реч се превръща в непряка, като 2 л. се заменя с 3 л. при запазване на числото, а обръщението, ако има такова, се превръща в непряко допълнение в главното изречение.
Пример:
– Пряка реч: Иван заповяда: „Петре, напиши писмо!“
– Непряка реч: Иван заповяда на Петър да напише писмо.

#### При преизказване на условно наклонение
Могат да се преизказват само простите форми на условното наклонение. Когато условната форма е в минало време, тя се преизказва задължително; когато е в сегашно време, може да остане непроменена.
Пример за пряка реч с прости условни форми:Иван каза:  „Мария преди търпяваше такова държание, но вече не го търпява. “В непряка реч това изречение може да се предаде по два начина:1) Иван каза, че Мария преди търпявала такова държание, но вече не го търпявала.2) Иван каза, че Мария преди търпявала такова държание, но вече не го търпява.Първото изречение показва главния недостатък на преизказните форми – многото съвпадежи. В случая съвпадат преизказните условни форми на сегашно и минало несвършено време. Ако се премахнат лексикалните маркери за време (двете подчертани думи), изречението ще стане неразбираемо. Второто изречение страда от друг недостатък: в един и същи контекст се използват и преизказна условна форма, и обикновена условна форма, а това е объркващо за слушателя.
Сложните форми на условното наклонение не могат да се преизказват. По-точно, те нямат преизказни форми, затова при преизказване остават непроменени. Пример:— Пряка реч: Иван каза: „Мария не би търпяла такова държание. “— Непряка реч: Иван каза, че Мария не би търпяла такова държание.

### Глаголни форми в изречение, подчинено на изречение в преизказно наклонение
Ако изречение Б е подчинено на изречение А и А е в преизказно наклонение, то като правило изречение Б също е в преизказно наклонение.
Пример:— Пряка реч: Иван каза: „Мария хареса кучето, което тичаше най-бързо. “— Непряка реч: Иван каза, че Мария харесала кучето, което тичало най-бързо.
Правилото се обяснява с презумпцията, че цялата информация от пряката реч е станала известна благодарение на друг човек. Когато това не е така, се появяват изключения. Допустимо е например следното изречение:
Мария харесала кучето, което тичаше най-бързо.
Това изречение означава, че говорещият сам е гледал надпреварата между кучетата; но кое куче е харесала Мария, говорещият е научил от друг човек.
Глаголи, въведени със съюза да, по правило не се преизказват, независимо дали става въпрос за сложна глаголна форма (щял да умре), сложно сказуемо (можел да лети), или сложно изречение (обичал да пее).
Правилно: хукнал да бяга, опитал се да влезе, поканили го да седне.
Грешно: хукнал да бягал, опитал се да влезел, поканили го да седнел.
Правилото важи и когато глаголът след да пояснява съществително име:
Пример за правилно преизказване: Хрумнала му мисълта да избяга.
Това правило обикновено важи и за сложните съюзи, образувани с участието на съюза да:за да, без да, преди да, та да.
Пример: Правилен е изразът попитал, за да разбере, а не попитал, за да разберял.
Изключения:
```
– Глаголът след 
да
 може (не е задължително) да бъде в преизказно наклонение, когато е (или може да се схване като) повелителна форма, изразена в отделно изречение:
```

Поставили му нова задача: да намерел изгубения пръстен.
Поискала кола, която да можела да развива скорост 300 км/ч.
```
– Глаголът задължително се преизказва, когато 
да
 е част от израз за обобщаване(
който и да
, 
какъвто и да
, 
когато и да
, 
където и да
 и т. н.):
```

Когато и да се приберял, винаги го чакала сложена трапеза.
Не се преизказват умствени състояния на лице, за което се говори, като предположения, опасения и т. н. (обикновено въведени със съюза че), особено когато не са се осъществили: тогава съответните твърденияняма как да бъдат приписани на лицето, чиито сведения говорещият преизказва.
Примери: Мислел, че загива. Сторило му се, че лети.
По изключение изразът може (но не е задължително) да се преизкаже, ако говорещият е получил от третото лице сведения, че твърдението е вярно:
Принцът се досетил, че девойката била царска дъщеря.
Това преизказване е допустимо само ако девойката от приказката е била царска дъщеря.
Не се преизказват общи истини:
Учителят им обяснил, че нищо не се движи по-бързо от светлината.
Ако подчиненото изречение се преизкаже, смисълът ще се промени:
Учителят им обяснил, че нищо не се движело по-бързо от светлината.
Сега излиза, че репликата на учителя е произнесена например по време на експеримент, в който се съпоставят скоростите на няколко (ограничен брой) тела, частици или вълни и светлината (един от изследваните обекти) се оказва най-бърза от всички тях. Тя обаче печели съревнованието само в този опит, без да се прави извод, че винаги е най-бърза.
Второто изречение може да се изтълкува и по друг начин – като изразяващо съмнение:
Учителят им обяснил, че (уж) нищо не се движело по-бързо от светлината.
В този случай може за по-ясно да се добави думата уж (ужким).
Не се преизказват глаголи, които само описват свойство, без да изразяват твърдение, че съответното действие е било извършено:
Разказвал истории, от които настръхват косите.
Подчиненото изречение само описва вида на историите (страшни истории), но не твърди, че косите на слушателите са настръхвали. В противен случай то също трябва да се преизкаже:
Разказвал истории, от които настръхвали косите.
Сега говорещият не само описва разказваните истории като страшни, но и твърди, че от тях наистина са настръхвали косите на слушателите.
Въпроси се преизказват по общите правила за преизказване на изявително наклонение. Запазва се глаголното число, променят се глаголните лица и обстоятелствените пояснения за време. Дали да се използва преизказна глаголна форма, зависи от времето на въпроса:
- Когато въпросът е в някое от петте минали времена, преизказването е задължително. Пример с минало предварително време:— Пряка реч: Тя го попитала: „Закъде се беше забързал при вчерашната ни среща?“— Непряка реч: Тя го попитала закъде се бил забързал при срещата им предишния ден.
- Когато глаголното време на въпроса е сегашно в широк смисъл (има четири такива времена), преизказването не е задължително. Пример с минало неопределено време:— Пряка реч: Тя го попитала: „Закъде си се забързал?“— Непряка реч с преизказване: Тя го попитала закъде се бил забързал.— Непряка реч без преизказване: Тя го попитала закъде се е забързал.Между последните две изречения няма разлика в смисъла. Обаче при преизказване се получава съвпадеж на глаголните форми. Този съвпадеж може да не е проблем, ако времето е ясно от контекста (например от лексикален маркер за време). Но при дълги текстове в преизказно наклонение (например в народните приказки) често се налага да се преизказват въпроси, а е неудобна и тромава постоянната употреба на лексикални маркери за време (губи се ползата от глаголните времена). Единственото систематично решение на проблема е да не се преизказват четирите глаголни времена, сегашни в широк смисъл. Особено се избягва преизказването на въпроси за постоянно състояние:

Попитала го кой е и как се казва. (Не: . ..кой бил и как се казвал.)
В този случай преизказните форми звучат крайно неестествено.
Когато основното наклонение на текста е преизказно (напр. в народните приказки), тогава е напълно допустимо да не се променят лексикалните маркери за време (например вчера може да остане вчера, вместо да се променя на предишния ден), защото няма опасност от двусмислие; глаголното число се запазва винаги; обаче лицата винаги се променят (срещата ни – срещата им).

## Различни гледни точки
Тъй като могат да се преизказват не само изявителните, но също повелителните и условните форми, някои граматици, като Петър Пашов, смятат, че преизказното наклонение в българския език трябва да бъде отделено в самостоятелна граматическа категория – свръхнаклонение.
Отделни езиковеди, като Иван Илиев, поддържат мнението, че предположителните глаголни форми и модалните употреби на преизказното наклонение трябва да се броят за отделни наклонения.
Тези предложения не се подкрепят от повечето езиковеди. Не се оспорва съществуването на съответните глаголни форми; спорът се отнася само за тяхното класифициране.